# Maxillaria
Maxillaria – rodzaj roślin z rodziny storczykowatych (Orchidaceae). Obejmuje 652 gatunków i 3 hybrydy występujące w Ameryce Północnej, Środkowej i Południowej w takich krajach jak: Argentyna, Belize, Boliwia, Brazylia, Kolumbia, Kostaryka, Kuba, Dominikana, Ekwador, Salwador, Gujana Francuska, Gwatemala, Gujana, Haiti, Honduras, Jamajka, Leeward Islands, Meksyk, Nikaragua, Panama, Paragwaj, Peru, Portoryko, Surinam, Trynidad i Tobago, Wenezuela, Windward Islands, stan Floryda w Stanach Zjednoczonych.

## Systematyka
Rodzaj sklasyfikowany do podplemienia Maxillariinae w plemieniu Cymbidieae, podrodzina epidendronowe (Epidendroideae), rodzina storczykowate (Orchidaceae), rząd szparagowce (Asparagales) w obrębie roślin jednoliściennych.
Wykaz gatunków
- Maxillaria acervata Rchb.f.
- Maxillaria aciantha Rchb.f.
- Maxillaria acostae Schltr.
- Maxillaria acuminata Lindl.
- Maxillaria acutifolia Lindl.
- Maxillaria adendrobium (Rchb.f.) Dressler
- Maxillaria adolphi (Schltr.) Ames & Correll
- Maxillaria adscendens Schltr.
- Maxillaria aequiloba Schltr.
- Maxillaria affinis (Poepp. & Endl.) Garay
- Maxillaria aggregata (Kunth) Lindl.
- Maxillaria alata Ruiz & Pav.
- Maxillaria alba (Hook.) Lindl.
- Maxillaria albata Lindl.
- Maxillaria albiflora Ames & C.Schweinf.
- Maxillaria alfaroi Ames & C.Schweinf.
- Maxillaria allenii L.O.Williams
- Maxillaria alpestris Lindl.
- Maxillaria alticola C.Schweinf.
- Maxillaria amabilis J.T.Atwood
- Maxillaria amblyantha Kraenzl.
- Maxillaria amesiana Mast.
- Maxillaria amplifoliata Molinari
- Maxillaria anacatalinaportillae Szlach. & Lipińska
- Maxillaria anatomorum Rchb.f.
- Maxillaria anceps Ames & C.Schweinf.
- Maxillaria anceschiana Molinari
- Maxillaria angelae Christenson
- Maxillaria angustibulbosa C.Schweinf.
- Maxillaria angustisegmenta Ames & C.Schweinf.
- Maxillaria angustissima Ames, F.T.Hubb. & C.Schweinf.
- Maxillaria antioquiana Kraenzl.
- Maxillaria antioquiensis (Schltr.) Molinari
- Maxillaria appendiculoides C.Schweinf.
- Maxillaria arachnites Rchb.f.
- Maxillaria arachnitiflora Ames & C.Schweinf.
- Maxillaria arbuscula Rchb.f.
- Maxillaria archilarum (Chiron) Molinari
- Maxillaria argyrophylla Poepp. & Endl.
- Maxillaria atrovinacea Christenson
- Maxillaria atwoodiana Pupulin
- Maxillaria augustae-victoriae F.Lehm. & Kraenzl.
- Maxillaria aurea (Poepp. & Endl.) L.O.Williams
- Maxillaria aureoglobula Christenson
- Maxillaria auyantepuiensis Foldats
- Maxillaria avis Molinari
- Maxillaria azulensis D.E.Benn. & Christenson
- Maxillaria barbosae Loefgr.
- Maxillaria batemanii Poepp. & Endl.
- Maxillaria baudoensis Christenson
- Maxillaria beckendorfii (Carnevali) Molinari
- Maxillaria bennettii Christenson
- Maxillaria betancurii Christenson
- Maxillaria bettymooreana Christenson
- Maxillaria bicallosa (Rchb.f.) Garay
- Maxillaria bicentenaria Collantes & C.Martel
- Maxillaria binotii De Wild.
- Maxillaria biolleyi (Schltr.) L.O.Williams
- Maxillaria bocazensis D.E.Benn. & Christenson
- Maxillaria bolivarensis C.Schweinf.
- Maxillaria boliviensis Schltr.
- Maxillaria bolleoides Schltr.
- Maxillaria bomboizensis Dodson
- Maxillaria brachybulbon Schltr.
- Maxillaria brachypetala Schltr.
- Maxillaria brachypoda Schltr.
- Maxillaria bracteata (Schltr.) Ames & Correll
- Maxillaria bradei Schltr. ex Hoehne
- Maxillaria bradeorum (Schltr.) L.O.Williams
- Maxillaria brasiliensis Brieger & Illg
- Maxillaria brendae Molinari
- Maxillaria brevifolia (Lindl.) Rchb.f.
- Maxillaria brevilabia Ames & Correll
- Maxillaria brevis (Hoehne & Schltr.) Hoehne
- Maxillaria breviscapa Poepp. & Endl.
- Maxillaria briggittheae Molinari
- Maxillaria broadwayi (Cogn.) R.E.Schult.
- Maxillaria buchtienii Schltr.
- Maxillaria burgeri J.T.Atwood
- Maxillaria burtonii D.E.Benn. & Christenson
- Maxillaria cacaoensis J.T.Atwood
- Maxillaria cachacoensis J.T.Atwood
- Maxillaria caespitifica Rchb.f.
- Maxillaria calantha Schltr.
- Maxillaria calcarata (Schltr.) Molinari
- Maxillaria calimaniana V.P.Castro
- Maxillaria callichroma Rchb.f.
- Maxillaria caloglossa Rchb.f.
- Maxillaria camaridioides Schltr.
- Maxillaria campanulata C.Schweinf.
- Maxillaria canarensis J.T.Atwood
- Maxillaria canarina D.E.Benn. & Christenson
- Maxillaria candida Lodd. ex Lindl.
- Maxillaria caparaoensis Brade
- Maxillaria caquetana Schltr.
- Maxillaria carinulata Rchb.f.
- Maxillaria carolii Christenson
- Maxillaria carrilloi Christenson
- Maxillaria cassapensis Rchb.f.
- Maxillaria casta Kraenzl.
- Maxillaria caucae Garay
- Maxillaria caucana Schltr.
- Maxillaria caveroi D.E.Benn. & Christenson
- Maxillaria cedralensis J.T.Atwood & Mora-Ret.
- Maxillaria cesarfernandezii Christenson
- Maxillaria chacoensis Dodson
- Maxillaria chartacifolia Ames & C.Schweinf.
- Maxillaria chicana Dodson
- Maxillaria chimalapana Soto Arenas & Salazar
- Maxillaria chionantha J.T.Atwood
- Maxillaria chlorantha Lindl.
- Maxillaria christensonii D.E.Benn.
- Maxillaria christobalensis Rchb.f.
- Maxillaria chrysantha Barb.Rodr.
- Maxillaria chrysocycnoides (Schltr.) Senghas
- Maxillaria cleistogama Brieger & Illg
- Maxillaria cobanensis Schltr.
- Maxillaria coccinea (Jacq.) L.O.Williams
- Maxillaria colemanii Carnevali & Fritz
- Maxillaria colombiana Christenson
- Maxillaria colorata Rchb.f.
- Maxillaria compacta (Schltr.) P.Ortiz
- Maxillaria concavilabia Ames & Correll
- Maxillaria condorensis J.T.Atwood
- Maxillaria conduplicata (Ames & C.Schweinf.) L.O.Williams
- Maxillaria confusa Ames & C.Schweinf.
- Maxillaria connellii Rolfe
- Maxillaria convencionis Kraenzl.
- Maxillaria cordyline (Rchb.f.) Dodson
- Maxillaria cornuta C.Schweinf.
- Maxillaria costaricensis Schltr.
- Maxillaria cozieriana H.G.Jones
- Maxillaria crassifolia (Lindl.) Rchb.f.
- Maxillaria crispiloba Sauvêtre & McIllm.
- Maxillaria crocea Lindl.
- Maxillaria croceorubens (Rchb.f.) L.O.Williams
- Maxillaria cruentata (Arévalo & Bergq.) Molinari & Mayta
- Maxillaria cryptobulbon Carnevali & J.T.Atwood
- Maxillaria cryptocentroides Molinari
- Maxillaria ctenostachys Rchb.f.
- Maxillaria cucullata Lindl.
- Maxillaria culebrica (Bogarín & Pupulin) Christenson
- Maxillaria cuneiformis Ruiz & Pav.
- Maxillaria curtipes Hook.
- Maxillaria curvicolumna M.A.Blanco & Neubig
- Maxillaria cuzcoensis C.Schweinf.
- Maxillaria cymbidioides Dodson, J.T.Atwood & Carnevali
- Maxillaria dalessandroi Dodson
- Maxillaria darienensis J.T.Atwood
- Maxillaria deherae Molinari
- Maxillaria dendrobioides (Schltr.) L.O.Williams
- Maxillaria deniseae Collantes & Christenson
- Maxillaria densa Lindl.
- Maxillaria densifolia (Poepp. & Endl.) Rchb.f.
- Maxillaria desvauxiana Rchb.f.
- Maxillaria deuterocaquetana P.Ortiz
- Maxillaria deuteropastensis P.Ortiz
- Maxillaria diamantensis Kraenzl.
- Maxillaria dichaeoides D.E.Benn. & Christenson
- Maxillaria dichotoma (Schltr.) L.O.Williams
- Maxillaria dichroma Rolfe
- Maxillaria dillonii D.E.Benn. & Christenson
- Maxillaria disciflora (Sambin & Chiron) Molinari
- Maxillaria discolor (Lodd. ex Lindl.) Rchb.
- Maxillaria disticha (Lindl.) C.Schweinf.
- Maxillaria diuturna Ames & C.Schweinf.
- Maxillaria divaricata (Barb.Rodr.) Cogn.
- Maxillaria divitiflora Rchb.f.
- Maxillaria dodsonii (Carnevali) Molinari
- Maxillaria dolichophylla Schltr.
- Maxillaria donaldeedodii (Ackerman & Whitten) Christenson
- Maxillaria dressleriana Carnevali & J.T.Atwood
- Maxillaria dunstervilleorum (Carnevali & G.A.Romero) Molinari
- Maxillaria eburnea Lindl.
- Maxillaria echinophyta Barb.Rodr.
- Maxillaria ecuadorensis Schltr.
- Maxillaria egertoniana (Bateman ex Lindl.) Molinari
- Maxillaria elata Schltr.
- Maxillaria elatior (Rchb.f.) Rchb.f.
- Maxillaria elegans Schltr.
- Maxillaria elegantula Rolfe
- Maxillaria elianae (Carnevali & M.A.Blanco) Christenson
- Maxillaria elluziae Molinari
- Maxillaria embreei Dodson
- Maxillaria encyclioides J.T.Atwood & Dodson
- Maxillaria endresii Rchb.f.
- Maxillaria equitans (Schltr.) Garay
- Maxillaria erecta Christenson
- Maxillaria erikae Molinari
- Maxillaria errata Christenson
- Maxillaria erubescens Kraenzl.
- Maxillaria escobarii (Carnevali) Molinari
- Maxillaria estradae Dodson
- Maxillaria exaltata (Kraenzl.) C.Schweinf.
- Maxillaria faecalis (Archila & Chiron) Molinari
- Maxillaria falcata Ames & Correll
- Maxillaria farinifera Schltr.
- Maxillaria farinosa Arévalo & Christenson
- Maxillaria ferdinandiana Barb.Rodr.
- Maxillaria ferruginea Christenson
- Maxillaria fimbriatiloba Carnevali & G.A.Romero
- Maxillaria flabellata D.E.Benn. & Christenson
- Maxillaria flava Ames, F.T.Hubb. & C.Schweinf.
- Maxillaria fletcheriana J.G.Fowler
- Maxillaria floribunda Lindl.
- Maxillaria foetida D.E.Benn. & Christenson
- Maxillaria foldatsiana Carnevali & I.Ramírez
- Maxillaria foliosa Ames & C.Schweinf.
- Maxillaria fractiflexa Rchb.f.
- Maxillaria fragrans J.T.Atwood
- Maxillaria fraudulenta Christenson
- Maxillaria frechettei D.E.Benn. & Christenson
- Maxillaria friderici-caroli P.Ortiz
- Maxillaria friedrichsthalii Rchb.f.
- Maxillaria frigens Sambin & Chiron
- Maxillaria fritzii (Ojeda & Carnevali) Christenson
- Maxillaria frontinoensis (Garay) Molinari
- Maxillaria fucata Rchb.f.
- Maxillaria fuerstenbergiana Schltr.
- Maxillaria fulgens (Rchb.f.) L.O.Williams
- Maxillaria funicaulis C.Schweinf.
- Maxillaria furfuracea Scheidw.
- Maxillaria fusae Molinari, A.G.Molinari & A.F.Molinari
- Maxillaria fuscopurpurea Drapiez
- Maxillaria galantha J.T.Atwood & Carnevali
- Maxillaria garayi D.E.Benn. & Christenson
- Maxillaria geckophora D.E.Benn. & Christenson
- Maxillaria gentryi Dodson
- Maxillaria gerardi (P.Ortiz) Molinari
- Maxillaria gladiata Schuit.
- Maxillaria gomeziana J.T.Atwood
- Maxillaria gorbatschowii R.Vásquez, Dodson & Ibisch
- Maxillaria gracilipes Schltr.
- Maxillaria gracillima (Ames & C.Schweinf.) Molinari
- Maxillaria graminifolia (Kunth) Rchb.f.
- Maxillaria grandiflora (Kunth) Lindl.
- Maxillaria grandimentum C.Schweinf.
- Maxillaria grandis Rchb.f.
- Maxillaria granditenuis D.E.Benn. & Christenson
- Maxillaria grayi Dodson
- Maxillaria grisebachiana Nir & Dod
- Maxillaria grobyoides Garay & Dunst.
- Maxillaria gualaquizensis Dodson
- Maxillaria guareimensis Rchb.f.
- Maxillaria guentheriana Kraenzl.
- Maxillaria guiardiana Chiron
- Maxillaria guillermoi Schuit. & M.W.Chase
- Maxillaria gymnochila Kraenzl.
- Maxillaria haberi J.T.Atwood
- Maxillaria haemathodes (Ruiz & Pav.) Garay
- Maxillaria hagsateriana Soto Arenas
- Maxillaria hajekii D.E.Benn. & Christenson
- Maxillaria hastulata Lindl.
- Maxillaria hedwigiae Hamer & Dodson
- Maxillaria heismanniana Barb.Rodr.
- Maxillaria hematoglossa A.Rich. & Galeotti
- Maxillaria henchmanii Hook.
- Maxillaria hennisiana Schltr.
- Maxillaria herbacea Molinari
- Maxillaria heterobulba (Kraenzl.) Christenson
- Maxillaria hillsii Dodson
- Maxillaria hirsutilabia D.E.Benn. & Christenson
- Maxillaria histrionica (Rchb.f.) L.O.Williams
- Maxillaria hoppii Schltr.
- Maxillaria horichii Senghas
- Maxillaria houtteana Rchb.f.
- Maxillaria huancabambae (Kraenzl.) C.Schweinf.
- Maxillaria huanucoensis D.E.Benn. & Christenson
- Maxillaria huebschii Rchb.f.
- Maxillaria humilis (Link & Otto) Schuit. & M.W.Chase
- Maxillaria huntii Christenson
- Maxillaria imbricata Barb.Rodr.
- Maxillaria inaequisepala (C.Schweinf.) Molinari
- Maxillaria inaudita Rchb.f.
- Maxillaria infausta Rchb.f.
- Maxillaria inflexa (Lindl.) Griseb.
- Maxillaria insolita Dressler
- Maxillaria irrorata Rchb.f.
- Maxillaria jacquelineana Molinari
- Maxillaria jamesonii (Rchb.f.) Garay & C.Schweinf.
- Maxillaria janiceae Christenson
- Maxillaria jenischiana (Rchb.f.) C.Schweinf.
- Maxillaria johannis Pabst
- Maxillaria johannyae Molinari
- Maxillaria johniana Kraenzl.
- Maxillaria jose-schunkei (Lipinska & Szlach.) J.M.H.Shaw
- Maxillaria jostii Dodson
- Maxillaria jucunda F.Lehm. & Kraenzl.
- Maxillaria kautskyi Pabst
- Maxillaria kefersteinioides (Szlach. & Lipinska) Molinari
- Maxillaria kegelii Rchb.f.
- Maxillaria kelloffiana Christenson
- Maxillaria kolanowskana Molinari
- Maxillaria lamprochlamys (Schltr.) P.Ortiz
- Maxillaria lankesteri Ames
- Maxillaria laricina Kraenzl.
- Maxillaria lasallei Foldats
- Maxillaria lawrenceana (Rolfe) Garay & Dunst.
- Maxillaria leforii D.E.Benn. & Christenson
- Maxillaria lehmannii Rchb.f.
- Maxillaria lepidota Lindl.
- Maxillaria leptopus Schuit. & M.W.Chase
- Maxillaria leptosepala Hook.
- Maxillaria leucaimata Barb.Rodr.
- Maxillaria leucopurpurea D.E.Benn. & Christenson
- Maxillaria lexarzana Soto Arenas & F.Chiang
- Maxillaria lilacea Barb.Rodr.
- Maxillaria lilliputana D.E.Benn. & Christenson
- Maxillaria lindeniae Cogn.
- Maxillaria linearifolia Ames & C.Schweinf.
- Maxillaria linearis C.Schweinf.
- Maxillaria lineolata (Fenzl) Molinari
- Maxillaria lipinskae J.M.H.Shaw
- Maxillaria litensis Dodson
- Maxillaria longibracteata (Lindl.) Rchb.f.
- Maxillaria longicolumna J.T.Atwood
- Maxillaria longiloba (Ames & C.Schweinf.) J.T.Atwood
- Maxillaria longipes Lindl.
- Maxillaria longipetala Ruiz & Pav.
- Maxillaria longipetiolata Ames & C.Schweinf.
- Maxillaria longissima Lindl.
- Maxillaria lueri Dodson
- Maxillaria luisae Molinari
- Maxillaria luteoalba Lindl.
- Maxillaria luteobrunnea (Kraenzl.) P.Ortiz
- Maxillaria luteograndiflora Dombrain
- Maxillaria lutescens Scheidw.
- Maxillaria lutheri J.T.Atwood
- Maxillaria machinazensis D.E.Benn. & Christenson
- Maxillaria machupicchuensis Christenson & N.Salinas
- Maxillaria macleei Bateman ex Lindl.
- Maxillaria macrantha (Barb.Rodr.) Molinari
- Maxillaria macropoda Schltr.
- Maxillaria macrura Rchb.f.
- Maxillaria maderoi Schltr.
- Maxillaria magliana Molinari
- Maxillaria maleolens Schltr.
- Maxillaria mapiriensis (Kraenzl.) L.O.Williams
- Maxillaria marginata (Lindl.) Fenzl
- Maxillaria margretiae R.Vásquez
- Maxillaria maria-luisae J.S.Moreno, P.A.Harding & L.Pina
- Maxillaria mariaisabeliae J.T.Atwood
- Maxillaria mathewsii Lindl.
- Maxillaria mejiae Carnevali & G.A.Romero
- Maxillaria meleagris Lindl.
- Maxillaria melina Lindl.
- Maxillaria merana Dodson
- Maxillaria meridensis Lindl.
- Maxillaria microblephara Schltr.
- Maxillaria microdendron Schltr.
- Maxillaria microiridifolia D.E.Benn. & Christenson
- Maxillaria microphyton Schltr.
- Maxillaria microtricha Schltr.
- Maxillaria milenae V.P.Castro & Chiron
- Maxillaria miniata (Lindl.) L.O.Williams
- Maxillaria minus (Schltr.) L.O.Williams
- Maxillaria minutiflora D.E.Benn. & Christenson
- Maxillaria mirabilis Cogn.
- Maxillaria misasii Christenson
- Maxillaria modesta Schltr.
- Maxillaria molitor Rchb.f.
- Maxillaria mombachoensis A.H.Heller ex J.T.Atwood
- Maxillaria monacensis Kraenzl.
- Maxillaria monantha Barb.Rodr.
- Maxillaria monteverdensis J.T.Atwood & Barboza
- Maxillaria montezumae (Arévalo & Christenson) Molinari
- Maxillaria moralesii Carnevali & J.T.Atwood
- Maxillaria mosenii Kraenzl.
- Maxillaria moutinhoi Pabst
- Maxillaria muelleri Regel
- Maxillaria multicaulis (Poepp. & Endl.) C.Schweinf.
- Maxillaria multifoliata Molinari
- Maxillaria mungoschraderi R.Vásquez & Ibisch
- Maxillaria muscicola Rchb.f.
- Maxillaria muscoides J.T.Atwood
- Maxillaria mystkowskana Molinari
- Maxillaria nagelii L.O.Williams ex Correll
- Maxillaria nanegalensis Rchb.f.
- Maxillaria napoensis Dodson
- Maxillaria nardoides Kraenzl.
- Maxillaria nasuta Rchb.f.
- Maxillaria neglecta (Schltr.) L.O.Williams
- Maxillaria neillii Dodson
- Maxillaria nellyae Molinari
- Maxillaria neophylla Rchb.f.
- Maxillaria neowiedii Rchb.f.
- Maxillaria nicaraguensis (Hamer & Garay) J.T.Atwood
- Maxillaria niesseniae Christenson
- Maxillaria nigrescens Lindl.
- Maxillaria nigrolabia Christenson
- Maxillaria nitidula Rchb.f.
- Maxillaria nivea (Lindl.) L.O.Williams
- Maxillaria notylioglossa Rchb.f.
- Maxillaria novoae Molinari
- Maxillaria nubigena (Rchb.f.) C.Schweinf.
- Maxillaria nuriensis Carnevali & I.Ramírez
- Maxillaria nutans Lindl.
- Maxillaria nutantiflora Schltr.
- Maxillaria nymphopolitana Kraenzl.
- Maxillaria oakes-amesiana Schuit. & M.W.Chase
- Maxillaria obscura Linden & Rchb.f.
- Maxillaria obtusa (Lindl.) Molinari
- Maxillaria ochroglossa Schltr.
- Maxillaria ochroleuca Lodd. ex Lindl.
- Maxillaria oestlundiana L.O.Williams
- Maxillaria olivacea (Kraenzl.) P.Ortiz
- Maxillaria ophiodens J.T.Atwood
- Maxillaria oreocharis Schltr.
- Maxillaria ortizii Christenson
- Maxillaria osmantha H.Barbosa
- Maxillaria oxapampensis J.T.Atwood
- Maxillaria pacholskii Christenson
- Maxillaria pachyacron Schltr.
- Maxillaria pachyneura F.Lehm. & Kraenzl.
- Maxillaria pachyphylla Schltr. ex Hoehne
- Maxillaria paleata (Rchb.f.) Ames & Correll
- Maxillaria palmensis Dodson
- Maxillaria pamplonensis Linden & Rchb.f.
- Maxillaria pannieri Foldats
- Maxillaria paranaensis Barb.Rodr.
- Maxillaria pardalina Garay
- Maxillaria paredesiorum (Archila & Chiron) Molinari
- Maxillaria parkeri Hook.
- Maxillaria parvibulbosa C.Schweinf.
- Maxillaria parviflora (Poepp. & Endl.) Garay
- Maxillaria parvilabia Ames & C.Schweinf.
- Maxillaria parviloba Rolfe
- Maxillaria pastensis Rchb.f.
- Maxillaria pastorellii D.E.Benn. & Christenson
- Maxillaria patens Schltr.
- Maxillaria patula C.Schweinf.
- Maxillaria pauciflora Barb.Rodr.
- Maxillaria pendens Pabst
- Maxillaria pendula (Poepp. & Endl.) C.Schweinf.
- Maxillaria pentura Lindl.
- Maxillaria pereziana (Rodr.-Mart. & M.A.Blanco) Schuit. & M.W.Chase
- Maxillaria pergracilis (Schltr.) Schuit. & M.W.Chase
- Maxillaria perryae Dodson
- Maxillaria perulera Molinari
- Maxillaria peruviana (C.Schweinf.) D.E.Benn. & Christenson
- Maxillaria petiolaris Schltr.
- Maxillaria pfisteri Sauvêtre
- Maxillaria pfitzeri Senghas
- Maxillaria phaeoglossa Schltr.
- Maxillaria phoenicanthera Barb.Rodr.
- Maxillaria picta Hook.
- Maxillaria pinasensis Zambrano & Solano
- Maxillaria pinoides (H.R.Sweet) Molinari
- Maxillaria piresiana Hoehne
- Maxillaria pittieri (Ames) L.O.Williams
- Maxillaria planicola C.Schweinf.
- Maxillaria platyloba Schltr.
- Maxillaria platypetala Ruiz & Pav.
- Maxillaria pleiantha Schltr.
- Maxillaria pleuranthoides (Schltr.) Garay
- Maxillaria plicata Schltr.
- Maxillaria podochila Kraenzl.
- Maxillaria poeppigiana Steud.
- Maxillaria poicilothece Schltr.
- Maxillaria poifolia Schltr.
- Maxillaria polyantha Barb.Rodr.
- Maxillaria polybulbon Kraenzl.
- Maxillaria ponerantha Rchb.f.
- Maxillaria porphyrostele Rchb.f.
- Maxillaria porrecta Lindl.
- Maxillaria postarinoi Molinari
- Maxillaria powellii Schltr.
- Maxillaria praestans Rchb.f.
- Maxillaria praetexta Rchb.f.
- Maxillaria proboscidea Rchb.f.
- Maxillaria procurrens Lindl.
- Maxillaria prolifera Ruiz & Pav.
- Maxillaria prunina (Arévalo) Molinari & Mayta
- Maxillaria pseudobulbosa (C.Schweinf.) Molinari
- Maxillaria pseudoneglecta J.T.Atwood
- Maxillaria pseudonubigena J.T.Atwood
- Maxillaria pseudopicta Rysy & Baumbach
- Maxillaria pseudoreichenheimiana Dodson
- Maxillaria pterocarpa Barb.Rodr.
- Maxillaria pubicolumna Szlach., Kolan., Lipinska & Medina Tr.
- Maxillaria pudica Carnevali & J.L.Tapia
- Maxillaria pulchra (Schltr.) L.O.Williams ex Correll
- Maxillaria pulla Linden & Rchb.f.
- Maxillaria pumila Hook.
- Maxillaria purpurata (Lindl.) Rchb.f.
- Maxillaria purpureolabia D.E.Benn. & Christenson
- Maxillaria purpureonigra Zambrano, Carnevali & Solano
- Maxillaria pustulosa J.T.Atwood
- Maxillaria pyhalae D.E.Benn. & Christenson
- Maxillaria quadrata Ames & Correll
- Maxillaria quelchii Rolfe
- Maxillaria quercicola (Schltr.) P.Ortiz
- Maxillaria quitensis (Rchb.f.) C.Schweinf.
- Maxillaria raimondiana Molinari
- Maxillaria ramiro-medinae Szlach., Kolan. & Lipinska
- Maxillaria ramonensis Schltr.
- Maxillaria ramosissima Kraenzl.
- Maxillaria rauhii D.E.Benn. & Christenson
- Maxillaria regeliana Cogn.
- Maxillaria reichenheimiana Endrés & Rchb.f.
- Maxillaria repens L.O.Williams
- Maxillaria rhodoleuca (Schltr.) P.Ortiz
- Maxillaria rhombea Lindl.
- Maxillaria rhomboglossa (F.Lehm. & Kraenzl.) Molinari
- Maxillaria richii Dodson
- Maxillaria rigida Barb.Rodr.
- Maxillaria ringens Rchb.f.
- Maxillaria riopalenquensis Dodson
- Maxillaria rodriguesii Cogn.
- Maxillaria rodrigueziana J.T.Atwood & Mora-Ret.
- Maxillaria roseans (Schltr.) Molinari
- Maxillaria roseola Christenson
- Maxillaria rotundilabia C.Schweinf.
- Maxillaria ruberrima (Lindl.) Garay
- Maxillaria rubioi Dodson
- Maxillaria rubroglossa Szlach., Kolan., Lipinska & Medina Tr.
- Maxillaria rufescens Lindl.
- Maxillaria sanaensis D.E.Benn. & Christenson
- Maxillaria sanantonioensis Christenson
- Maxillaria sanderiana Rchb.f. ex Sander
- Maxillaria sanguinea Rolfe
- Maxillaria sanguineomaculata Schltr.
- Maxillaria sanguinolenta (Lindl.) C.Schweinf.
- Maxillaria santanae Carnevali & I.Ramírez
- Maxillaria saragurensis Dodson
- Maxillaria saueri Christenson
- Maxillaria saxicola Schltr.
- Maxillaria scalariformis J.T.Atwood
- Maxillaria scandens D.E.Benn. & Christenson
- Maxillaria schistostele Schltr.
- Maxillaria schlechteri Foldats
- Maxillaria schlechteriana J.T.Atwood
- Maxillaria schlimii (Linden & Rchb.f.) Molinari
- Maxillaria schnitteri Schltr.
- Maxillaria schultesii (Ojeda & G.A.Romero) Christenson
- Maxillaria schultzei Schltr.
- Maxillaria schunkeana Campacci & Kautsky
- Maxillaria schweinfurthiana (Garay & M.Wirth) Molinari
- Maxillaria sciabolata Molinari
- Maxillaria scorpioidea Kraenzl.
- Maxillaria sculliana J.T.Atwood
- Maxillaria seidelii Pabst
- Maxillaria semiscabra (Lindl.) P.Ortiz
- Maxillaria serrulata Ames & Correll
- Maxillaria sessilis Lindl.
- Maxillaria setigera Lindl.
- Maxillaria sibundoyensis Szlach., Kolan., Lipinska & Medina Tr.
- Maxillaria sigmoidea (C.Schweinf.) Ames & Correll
- Maxillaria sillarensis Dodson & R.Vásquez
- Maxillaria silvana Campacci
- Maxillaria silverstonei (Carnevali) Molinari
- Maxillaria simacoana Schltr.
- Maxillaria simplicilabia C.Schweinf.
- Maxillaria soconuscana Breedlove & Mally
- Maxillaria sodiroi (Schltr.) Senghas
- Maxillaria sophronitis (Rchb.f.) Garay
- Maxillaria sotoana Carnevali & Gómez-Juárez
- Maxillaria soulangeana Molinari
- Maxillaria speciosa Rchb.f.
- Maxillaria spilotantha Rchb.f.
- Maxillaria spiritu-sanctensis Pabst
- Maxillaria splendens Poepp. & Endl.
- Maxillaria squarrosa (Schltr.) Dodson
- Maxillaria standleyi (Ames) Molinari
- Maxillaria sterrocaulos (Schltr.) P.Ortiz
- Maxillaria stictantha Schltr.
- Maxillaria striata Rolfe
- Maxillaria stricta Schltr.
- Maxillaria strictifolia P.Ortiz
- Maxillaria strictissima (Kraenzl.) P.Ortiz
- Maxillaria striolata D.E.Benn. & Christenson
- Maxillaria strumata (Endrés & Rchb.f.) Ames & Correll
- Maxillaria stumpflei (Garay) Molinari
- Maxillaria suareziorum Dodson
- Maxillaria suaveolens Barringer
- Maxillaria subpandurata Schltr.
- Maxillaria subrepens (Rolfe) Schuit. & M.W.Chase
- Maxillaria subulata Lindl.
- Maxillaria subulifolia Schltr.
- Maxillaria sulfurea Schltr.
- Maxillaria superflua Rchb.f.
- Maxillaria swartziana C.D.Adams
- Maxillaria synsepala J.T.Atwood
- Maxillaria szlachetkoi Molinari
- Maxillaria tagianarae Molinari
- Maxillaria tectasepala Christenson
- Maxillaria tenebrifolia Arévalo & Christenson
- Maxillaria tenebrosa Zambrano & Solano
- Maxillaria tenuibulba Christenson
- Maxillaria tenuifolia Lindl.
- Maxillaria tenuis C.Schweinf.
- Maxillaria thurstoniorum Dodson
- Maxillaria tiaraensis Carnevali & G.A.Romero
- Maxillaria tigrina C.Schweinf.
- Maxillaria tocotana Schltr.
- Maxillaria tonduzii (Schltr.) Ames & Correll
- Maxillaria tonsbergii Christenson
- Maxillaria tonsoniae Soto Arenas
- Maxillaria torifera (Schltr.) P.Ortiz
- Maxillaria tricarinata J.T.Atwood
- Maxillaria tricolor Ruiz & Pav.
- Maxillaria trigona C.Schweinf.
- Maxillaria trilobata Ames & Correll
- Maxillaria trilobulata D.E.Benn. & Christenson
- Maxillaria tristis Schltr.
- Maxillaria truncatilabia Schltr.
- Maxillaria tubercularis J.T.Atwood
- Maxillaria tuerosii D.E.Benn. & Christenson
- Maxillaria turbinata (Rchb.f.) Molinari
- Maxillaria turkeliae Christenson
- Maxillaria tutae J.T.Atwood
- Maxillaria ubatubana Hoehne
- Maxillaria umbratilis L.O.Williams
- Maxillaria uncata Lindl.
- Maxillaria unguiculata Schltr.
- Maxillaria unguilabia Schltr.
- Maxillaria unicarinata C.Schweinf.
- Maxillaria uniflora (Ruiz & Pav.) Molinari
- Maxillaria urbaniana F.Lehm. & Kraenzl.
- Maxillaria vaginalis Rchb.f.
- Maxillaria valenzuelana (A.Rich.) Nash
- Maxillaria valerioi Ames & C.Schweinf.
- Maxillaria vallecaucana (Kolan., Lipinska & Szlach.) J.M.H.Shaw
- Maxillaria valleculata D.E.Benn. & Christenson
- Maxillaria vallisnerioides Christenson
- Maxillaria vanderwerffii (Szlach. & Lipinska) Molinari
- Maxillaria vanillosma Christenson
- Maxillaria variabilis Bateman ex Lindl.
- Maxillaria vasquezii Christenson
- Maxillaria ventricosa (Sambin & Chiron) Molinari
- Maxillaria venusta Linden & Rchb.f.
- Maxillaria verecunda Schltr.
- Maxillaria vestita Schltr.
- Maxillaria villonacensis Dodson
- Maxillaria villosa (Barb.Rodr.) Cogn.
- Maxillaria violaceopunctata Rchb.f.
- Maxillaria virguncula Rchb.f.
- Maxillaria visseri D.E.Benn. & Christenson
- Maxillaria vittariifolia L.O.Williams
- Maxillaria vulcanica F.Lehm. & Kraenzl.
- Maxillaria weberbaueri Schltr.
- Maxillaria wercklei (Schltr.) L.O.Williams
- Maxillaria whittenii Dodson
- Maxillaria winaywaynaensis D.E.Benn. & Christenson
- Maxillaria witsenioides Schltr.
- Maxillaria wojii Christenson
- Maxillaria woytkowskii C.Schweinf.
- Maxillaria xantholeuca Schltr.
- Maxillaria xanthorhoda Schltr.
- Maxillaria xylobiiflora Schltr.
- Maxillaria yanganensis Dodson
- Maxillaria yauaperyensis Barb.Rodr.

Wykaz hybryd
- Maxillaria × doucetteana Christenson
- Maxillaria × dunstervillei Carnevali & I.Ramírez
- Maxillaria × yucatanensis Carnevali & R.Jiménez